# Sufflamen verres
Sufflamen verres е вид лъчеперка от семейство Balistidae.

## Разпространение
Видът е разпространен в Гватемала, Еквадор, Колумбия, Коста Рика, Мексико, Никарагуа, Панама, Перу, Салвадор и Хондурас.